# 中村元治郎

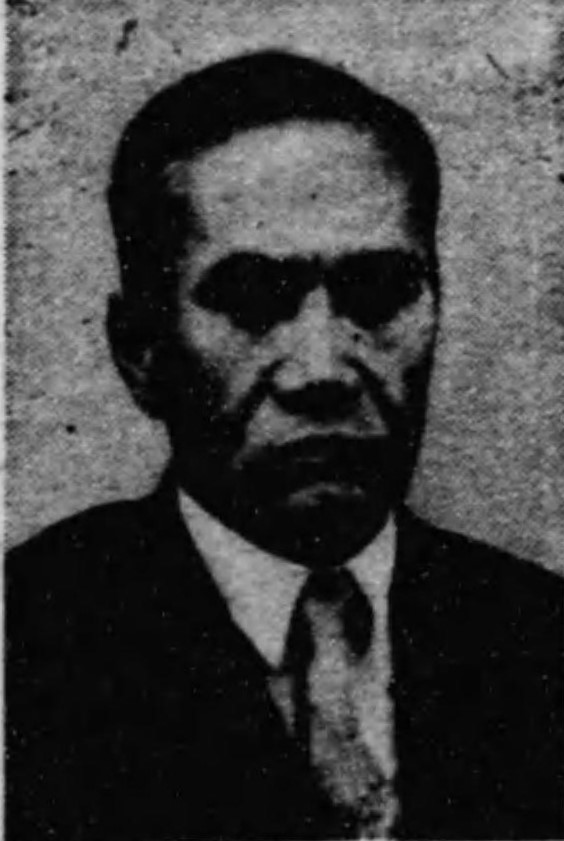
中村元治郎

中村 元治郎（なかむら もとじろう、1891年11月10日 - 1968年7月21日）は、日本の政治家。衆議院議員（1期）。

## 経歴
奈良県出身。商業組合奈良県神農会長、日本仮設興行副会長、日本神農党執行委員長となる。全国仮設興行協同組合会長、大阪神農商業協同組合連合会顧問を務めた。
1946年の第22回衆議院議員総選挙で奈良県から無所属で立候補したが落選。1947年の第23回衆議院議員総選挙において奈良県全県区から日本農民党で立候補して当選。国会内では無所属倶楽部から第一議員俱楽部に所属した。1949年の第24回衆議院議員総選挙で落選した。1968年死去。